# Les Doigts de l'homme
Cet article possède un paronyme, voir Les Droits de l'homme.
Pour le membre, voir Doigt#Doigts humains.
Les Doigts de l'homme est un groupe de jazz manouche français, originaire de Bretagne. Il est formé en 2002 autour du guitariste soliste Olivier Kikteff.

## Biographie
Formé en Bretagne sous forme de duo avant de migrer en Rhône-Alpes en 2003, le groupe est aujourd'hui composé de cinq musiciens. Les compositions instrumentales d'Olivier Kikteff font place parfois aussi à la chanson. Leur quatrième album, 1910, sorti en 2010, est le premier à être distribué en Amérique du Nord.
En 2021, Amélie-les-crayons et les Doigts de l'homme s'associent pour une tournée de concerts. En 2023, à l'occasion de leurs vingt ans, le groupe annonce travailler sur un double album.

## Membres
- Olivier Kikteff — guitare, oud, banjo, voix
- Tanguy Blum — contrebasse, basse électrique
- Yannick Alcocer — guitare, charango
- Benoit Convert — guitare
- Nazim Aliouche — percussions
- Pierre Rettien — batterie

### Anciens membres
Antoine Girard
Marc Laverty

## Discographie

### Albums studio
- 2003 : Dans le monde (Coop Breizh)
- 2004 : Gipsy jazz nucléaire (Lamastrock)
- 2005 : Les Doigts de l'homme (Lamastrock)
- 2008 : Les Doigts dans la prise (Plume)
- 2010 : 1910, Cristal Records (France), Alma Records, Universal (Canada), Warner (USA, Mexique)
- 2013 : Mumbo Jumbo (Lamastrock)
- 2017 : Le Cœur des vivants (Lamastrock)

### Compilations
- Jazz manouche volumes 1 et 2 (Wagram Music)
- Django Stylee (Productions Spéciales)
- Gypsy Swing (digipack 4 CD)